# Henry Ware

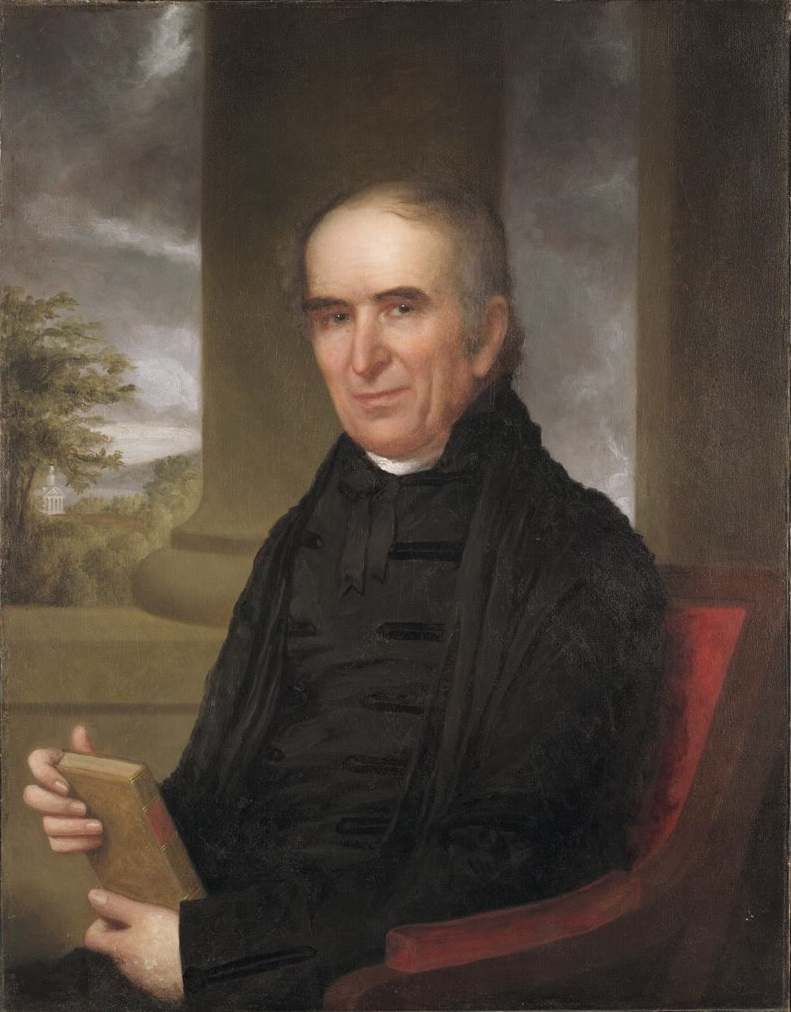
Porträt durch Charles Osgood, 1835

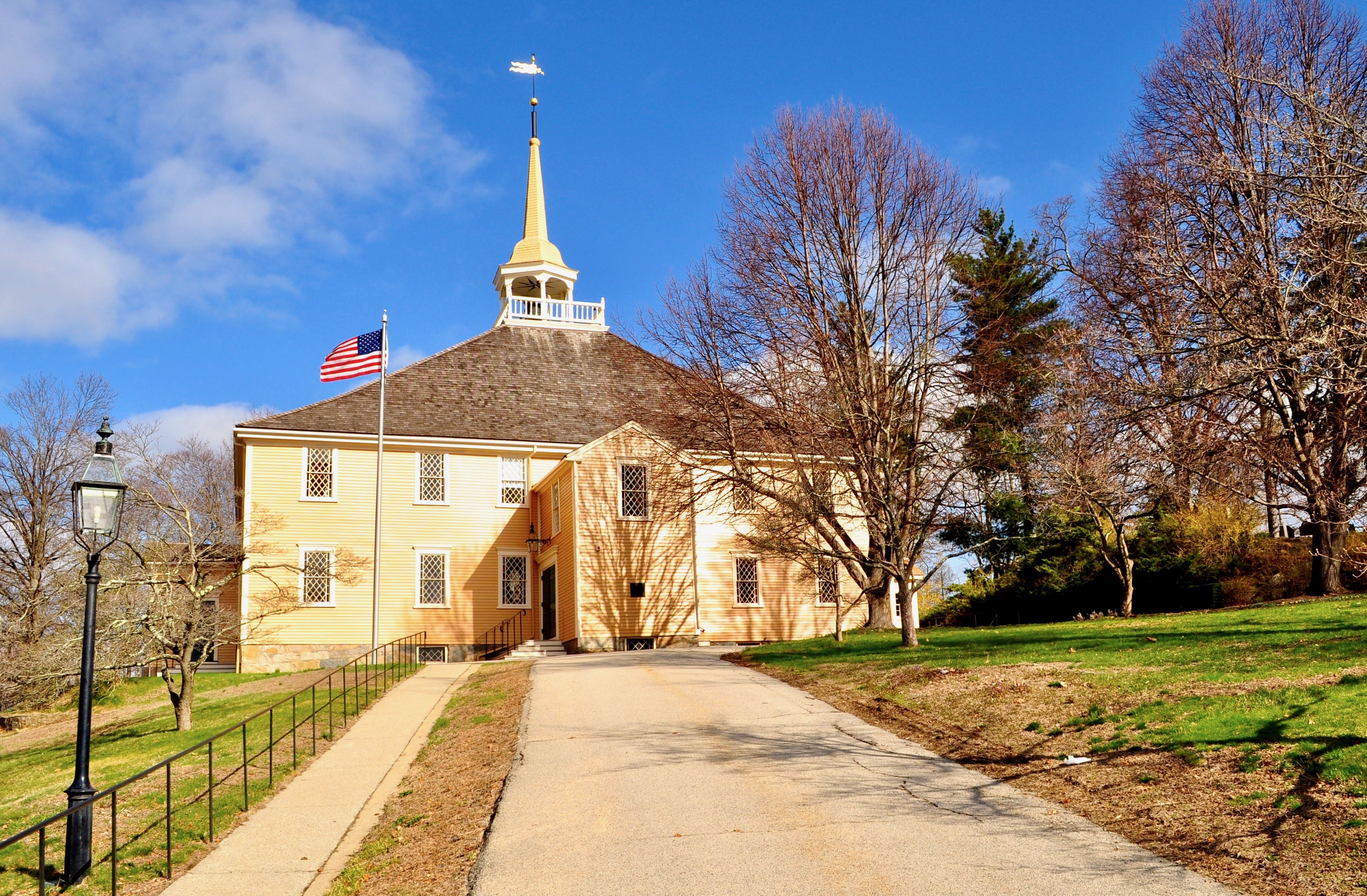
Die Old Ship Church in Hingham

Henry Ware (* 1. April 1764 in Sherborn, Massachusetts; † 12. Juli 1845 in Cambridge, Massachusetts) war ein US-amerikanischer Prediger und Theologe, der maßgeblichen Einfluss auf die konfessionelle Konstituierung des Unitarismus und der American Unitarian Association in den Vereinigten Staaten hatte.

## Leben und Wirken
Ware wurde am 1. April 1794 in Sherborn (Massachusetts) geboren. Sein Vater starb, als er 15 Jahre alt war. 1785 schloss als erster seines Jahrgangs sein Studium am Harvard College ab. Im Anschluss unterrichtete er ein Jahr in Cambridge und machte zugleich erste pastorale Erfahrungen. Am 24. Oktober 1787 wurde er schließlich als unitarischer Pfarrer der First Parish Church (Old Ship) in Hingam in Massachusetts ordiniert, wo er die Nachfolge des bekannten Pfarrers und Theologen Ebenezer Gay (1696–1787) antrat. Ware führte das Pfarramt bis 1805 aus. 1804 wurde er Mitglied der American Academy of Arts and Sciences. Ein Jahr später wurde er auf die (1721 vom Kaufmann Thomas Hollis begründete) Stiftungsprofessur für Theologe in Harvard berufen, was den Anstoß für eine Kontroverse zwischen calvinistisch und unitarisch geprägten Kongregationalisten geben sollte. Diese auch als Unitarian Controversy bekannt gewordene Kontroverse führte letztlich zur Konsolidierung des Unitarismus als eigenständige Konfession innerhalb der kongregationalistischen Gemeinden der Neuengland-Staaten und wirkte auch mit, die Verzahnung von Staat und Kirche in Neuengland (→auch als Standing Order bezeichnet) aufzubrechen. Die Auseinanderentwicklung calvinistischer und unitarischer Gemeinden kann auch daran abgelesen werden, dass 1807 und somit zwei Jahre nach der Berufung Wares das Andover Seminary als Ausbildungsstätte calvinistischer Gemeinden gegründet wurde. Als Harvard-Professor förderte Ware insbesondere die theologische Ausbildung von angehenden Predigern, was mit zur späteren Gründung der Harvard Divinity School führte. Nach der 1819 in Baltimore gehaltenen Predigt von William Ellery Channing über die Glaubensgrundsätze des Unitarismus, kam es zwischen 1820 und 1822 zu einer theologischen Debatte zwischen Ware und dem am Andover Seminary lehrenden Professor Leonard Woods über Fragen der Erbsünde und der Natur des Menschen, welche als Wood’n Ware Debate bezeichnet wurde.
Henry Ware starb am 12. Juli 1845 im Alter von 81 Jahren in Cambridge (Massachusetts). Ware war dreimal verheiratet. Aus seiner ersten Ehe stammten sieben Töchter und drei Söhne, aus seiner dritten Ehe fünf Söhne und vier Töchter. Sein Sohn Henry Ware Jr. wurde später selber unitarischer Theologe. Sein Sohn Charles Eliot Ware wurde ein bekannter Bostoner Mediziner.